# 性化
性化是指在角色或事物上從事某些行為、藉此使人意識到性，特別是與男人和女人有關的性。性化與性物化的關係密不可分。sexualization（性化）這個術語是近幾十年才出現在在英文裡的。根據美國心理學會，當個體被視為性對象並根據其身體特徵和性別進行評價時，性化便發生。在進行了相關的研究後，其結果表明，相較於男性，女性被以性的方式所表現的頻率更高（例如身穿袒胸露背的衣裳、展現妖嬈動人的胴體或擺出性暗示的表情）、並且被物化（例如被當成裝飾品、或僅展現身體的特定部位而非整個人）。此外、還呈現出狹隘又不現實的物理美感標準。這些都成為了女孩們學習與模仿女性化的對象。擁抱自身性慾的女性被只想要個女人來當自己性玩具的男性視作是性感且有吸引力的，在那些男人的眼裡，女性實踐這種行為以達提供令人滿意的服務這一純粹目的並展現出她們的自然人性。根據媒體教育基金會（Media Education Foundation）的論述，媒體中對女性的性化以及女性在主流文化中表現出來的形象，都不利於年輕女孩的發展，因為她們正在以將自己視為性的存在的方式發展自己的人格。
研究報告指出，對年輕孩童的性化在廣告中變得越來越普遍。研究將年輕女孩的性化和對她們本身及社會造成的負面後果聯繫起來，並發現長期觀看性化後的材料可能會導致觀看者對身體不滿、食慾不振、缺乏自信心、憂鬱和憂鬱症狀。而在醫學和社會科學領域、通常採用「sexualization」來指性虐待和正常家庭生活之間的一個過渡地帶，該區域中的兒童和父母間關係的特點是、雖然沒有發生可識別的虐待行為，但有「過度」不正當的性慾在其中。美國心理學會還認為，年輕女孩的性化會助長社會對性別歧視和性暴力的寬容態度。
在2003年至2005年，「性化」開始上升到公眾問題的地位。這種上升的原因是因為它被一些論述定位為女權主義問題，但這並不是指在那個時期出現了單一一個「女權主義者對性化的看法」，在女權主義者、或以女權主義來詮釋自己想法的論述中有很多不同的觀點。然而自2003年起、一些媒體中的言行中出現了一個特別的、相對凝聚的立場：這些行為者的言行語調傾向於在商業化和性別歧視文化的背景下強調年輕女性即使自身有做出有意義的選擇的經驗也不能這麼行使自己的行動。相較於當代的年輕人們、這些媒體的行為者在性化的問題中、將自己定位成對女性主義傳統的正統繼承者和其關鍵的見解。
而消費主義和全球化導致了所有已開發國家在以年輕女孩為銷售對象的服裝和玩具等產品的廣告裡發生了年輕女性的性化。然而社會對女性的美的標準和宣傳，確實會對絕大多數的女性造成壓力。研究顯示，絕大多數的（70%）女性認為能代表自己的人物中在日常圖像中並未得到充分的展現，且絕大多數的女性都認為自己感受到媒體中不真實的美的標準的壓力。
性化並不總是受消費者歡迎，對女性的性化甚至也未必受男性歡迎，一項於2020年進行、涵蓋2,006名年紀超過16歲、橫跨英國與美國的電玩玩家的調查顯示，62%的女性玩家及50%的男性玩家認為遊戲的女角經常被過度性化。

## 研究報告
| 研究名稱                                                         | 國家         | 年份 | 來源   |
| ---------------------------------------------------------------- | ------------ | ---- | ------ |
| 戀童癖團體法人：澳大利亞對兒童的性化                             | 澳大利亞     | 2006 | [ 11 ] |
| 兒童專用的性用品：蘇格蘭議會平等機會委員會的報告                 | 蘇格蘭、英國 | 2009 | [ 12 ] |
| 美國心理學會（APA）女孩性化問題特別工作組的報告                  | 美國         | 2010 | [ 8 ]  |
| 年輕人的性化：報告（內政部）                                     | 英國         | 2010 | [ 13 ] |
| 讓孩童當個孩童：對孩童商業化和性化的獨立審查報告（詳見貝利報告） | 英國         | 2011 | [ 14 ] |

## 對兒童的影響
2006年，一份澳大利亞的報告《戀童癖團體法人：澳大利亞對兒童的性化》所總結的論述如下：
孩童性化後的形象在廣告和行銷媒介中變得屢見不鮮。十二歲以下的孩童們穿得性感花俏、擺出婀娜姿勢，和成人性偶像並無分別，由於她們身上的撩人裝扮、這些出現在雜誌上的孩童們看起來比她們實際的年齡要大。「戀童癖團體法人」是一個用於描述以類似兒童色情的行為來進行廣告行銷的諷刺。
2012年一份美國的研究顯示，自我性化在6歲至9歲的女童中很常見。絕對多數的女孩認為性化的玩偶是流行的、並將其做為理想的自我，而不是選擇非性化的玩偶。然而，其它因素、例如母親與子女解釋電視節目裡的情況、談論宗教信仰則會減少這種傾向。令人訝異的是，女孩的自我性化與她們接受電視、電影等媒體廣告的數量無關，而母親的自我物化和母親的宗教信仰減輕了其影響。
然而在2010年，蘇格蘭政府一份題為《兒童專用的性用品：蘇格蘭議會平等機會委員會的報告》的報告指出美國和澳大利亞兩份報告的缺點。其結論是
並沒有跡象表明，（在APA的報告裡）媒體可能呈現任何關於人際關係的正面形象、或孩童們抱怨他們所見所聞的可能。
蘇格蘭的該份報告還指出：
這種判斷往往將兒童的性化視為最近的發展，但它可不是一個新問題……儘管大眾對這個問題的關注程度和與之相關的術語定義可能已經發生改變，但兒童的性化不能指被看作是當代消費主義的後果。
它還指出，過往的報告「以道德上的假設作依據……沒有充份釋義或說明。」
《讓孩童當個孩童：對孩童商業化和性化的獨立審查報告》，通稱《貝利報告》，是英國政府基於擔憂兒童的生活是否受到商業化與性化的負面影響、而委託製作的主題研究。報告於2011年6月出版。
貝利報告的作者是母親聯盟（Mothers' Union）的長官雷格·貝利（Reg Bailey），而該聯盟是一個以支援親子為宗旨、在世界上83個國家都有分佈的慈善組織。報告查訪了雙親、兒童、組織、商界和公眾人士以採納他們的意見，並對四個家長與群眾關注的主題給出相關的建議，這四個主題分別是：
- 1) 兒童生活中的「壁紙」
- 2) 兒童的服裝、產品與服務
- 3) 兒童作為消費者
- 4) 讓雙親的聲音被聽見

研究報告根據各有關方面對每個關鍵主題的研究，以「我們希望看到的」的形式提出了建議。關於「兒童生活中的壁紙」主題，它表示希望能讓出現在公共場所的性化圖像在雙親可以接受的底線之內，以確保公共場所的影像圖像對兒童更為友善；在主題二「兒童的服裝、產品與服務」中，貝利報告指出、它希望看到零售商不要再對兒童行銷或販售不適當的服裝、產品或服務；在主題三「兒童作為消費者」裡，它希望能以符合雙親期望的方式、透過全面監督使兒童免受任何媒體中過度的商業壓力。行銷商應該要有道德，不試圖利用市場上的優勢來影響兒童成為消費者，並確保雙親和孩子對行銷手法和相關法規有基本的了解；最後一點、在「讓雙親的聲音被聽見」方面，它希望看到雙親能更容易地向企業和主管機關表達自己的關注、而該機構也能聽起他們的諫言。
歐洲議會通過一項議案，並提出了性化的定義，如下：
性化包括將該人視為沒有人性尊嚴和人格特質可言的性玩物等對人採工具性的做法，該人的價值依據其能產生的性吸引力來衡量。性化也包括將成年人的性行為強加給在情感上、心理上和身體上都仍處於孩童的發展階段而尚未準備好的女孩子。在一個人發展的過程中，性化不是健康的、不是正常的、不是合乎生物發展的，每個特定的個體在發展的過程中各有其適當的時機。
Reporter: Joanna Skrzydlewska，歐洲議會議員

## 對有色女性的影響
對於白人女性的性化、與對於非白人的有色女性的性化是大不相同的，而媒體在這種性化中扮演重要的角色。「如果持續地、一致地播送在形式上加以證實為性化的訊息，則媒體會具有強大的影響力。作為一種媒體的影響，刻板印象依靠重複地播送使自己持盈守成」。。Celine Parreñas Shimizu表示：「看到少數族群就是看到性，反之亦然。」

### 黑人女性

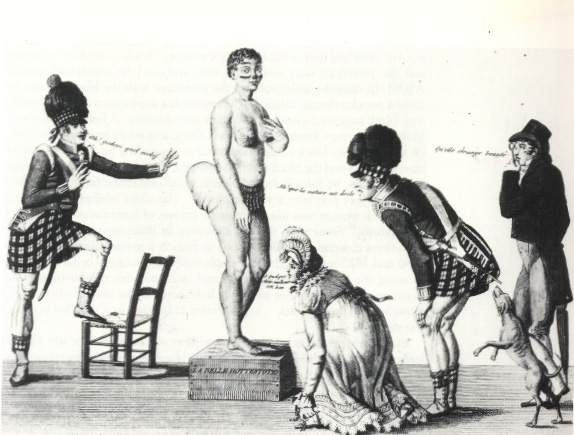
19世紀的法國版畫《La Belle Hottentot》，描繪了被當作珍禽異獸展示的沙提婕·巴特曼。

在一次紐約拉瓜地亞社區學院的Herbert Samuels 教授與加利福尼亞大學聖塔芭芭拉分校的 Mireille Miller-Young教授接受美國全國公共廣播電台的採訪中，他們談起美國黑人身體的性別刻板印象，以及即使在性工作這樣相對危險的工作裡，黑人女性仍因為她們身體受到社會對她們過度性化與物化的影響而面臨更糟糕的處境。黑人女性的身體是被忽略且不受人重視的。在19世紀，有一位名為沙提婕·巴特曼的南非女性以「霍藤特的維納斯」（Hottentot Venus）的名堂為噱頭，在英國倫敦和法國巴黎遊街示眾，她的豐乳肥臀也被視為異國女子的風情。在這個事件中，她的個人特質被降低、而性徵則被放大。此外還有耶洗別的刻板形象，把黑人女性描繪成「混合了性慾亢進的、受控制的、蠻夷野獸般的、淫亂的女性」。

### 亞洲女性
亞洲女性在好萊塢電影裡的形象與性徵有直接的關聯，無論是她們扮演的角色、或是她們在大眾文化裡具體登場的任何形象皆然。亞洲女性在性化上的形象與她們在傳統文化上的特質有關，兩種在媒體中常見的經典形象分別是象徵傳統女性的「阿蓮」和她的反面「龍女」。「阿蓮」象徵「犧牲自我、遵守三從四德和婦道的傳統亞洲婦女」；而「龍女」則是相對應的角色，「一位犧牲自我，利用自己東方美人的特質給白人男性設下美人計、以成全丈夫的女性」，根據電影學者Celine Shimizu所言，「亞裔美國女性的死亡數據象徵一種特殊的死亡誘惑，她以陰柔、無害和奴性的女性氣質令人著迷，同時掩蓋了她那堅韌、危險和霸氣的本性」。

### 美洲原住民女性
從美洲原住民的土地受到白人殖民統治開始，一些美洲原住民女性被稱為「squaw」，在阿爾金語裡指的是「陰道」，而「squaw」的刻板印象是骯髒、服從、受虐的部落女性，是憔悴、渴望暴力和酷刑的部落俘虜。另一種美洲原住民女性的刻板印象是美麗的印第安酋長的女兒，她拋下部落和文化並嫁給一位白人。

### 拉丁女性
在電視、電影裡刻劃的拉丁女性角色以一種易於識別的性感形象呈現，例如「令人上癮的浪漫、感性、性慾十足的甚至是危險的 (Mastro & Behm-Morawitz, 2005, p. 125)，壓抑自我的、依賴他人的、無能的、在性方面幼稚的、驕傲、不負責任的(Arredondo, 1991; Gil, 1996; King, 1974; Lott & Saxon, 2002)」。古板的拉丁身體特徵包括「紅唇、細腰、妖豔的巨乳和豐滿的美臀」以及「高跟鞋、圈狀耳環、寡廉鮮恥的衣裳」。性感拉丁女人的刻板形象有三種典型的例子：酒吧女郎、忠誠且犧牲自我的女性、誘人蕩婦。酒吧女郎的形象是「以誘人的姿態起舞，調戲感情並展現自己的傾城魅力」；忠誠且犧牲自我的女性最初是位好女孩、但最後會變壞。她以犧牲自我的身體來保護諾曼系英國人的愛人免受暴力；誘人蕩婦則是「善用自己的智慧與性感魅力來獲取自己想要的一切」。

## 美國心理學會的觀點

### 定義
在美國心理學會（APA）2007年的研究報告中，研究了對性化的認知情形與精神影響、對精神和身體健康造成的影響、對自身性形象的發展影響。報告認為，若符合下列任何一個情況之中，則該人是被性化的：
- 一個人的價值是只由他或她的性吸引力或性行為而決定的；
- 一個人在物理吸引力上的標準是是否性感；
- 一個人被性物化。換言之，他或她被當成別人的性工具，而不是一位具有獨立思考和決策能力的人類；
- 某人被施加了不合適的性的要素。[8]

### 兒童
一些文化評論家設想，近幾十年來、兒童被證明俱備了一定程度不適合在他們那個年齡層該俱備的性知識或性行為。
引發這種性早熟的原因包括媒體對性相關事物的呈現，特別是針對兒童行銷與販售的、含有性涵義的產品，也包括服裝 缺乏雙親的管教與監督；透過網際網路輕易地取得成人文化；缺乏全面的學校性教育課程。APA的報告還表示，性化特別對女孩與年輕女性的自我意像與健康發展有負面影響。
APA援引了下列內容做為促進女孩性化的廣告範例：
- 包括女孩在廣告裡身穿性感撩人的衣裳或展現誘人媚態，
- 讓女孩子穿得像是成熟的女性，例如緊身衣、高跟鞋、假睫毛和擦脂抹粉。[29]
- 讓女人打扮成年輕女孩的樣子，亦即裝年輕。
- 讓知名的年輕偶像以高度性的方式代言或推銷產品。

APA還透過援引唐納德·F·羅伯茲等人的研究進一步地探究輕少年雜誌市場，發現「在8至18歲的女孩之中，有47%的人每天會讀前一天的雜誌至少五分鐘」。這些雜誌大多聚焦在一個主題，表現自己對男性的性慾望。這在 Duffy 和 Gotcher的研究中被稱為「誘惑的化妝」（costuming for seduction）。

#### 認知情形與精神影響
研究發現，將自己的身體與文化塑造的性化形象進行比對、可能會攪亂女孩的精神，女孩的性化和物化會破壞她們對自己身體的自信心和安定感，導致情緒的波動和自我認同出現問題，例如引發焦慮和羞恥感。社會對女性的美的標準和宣傳，會對絕大多數的女性造成壓力。研究顯示，絕大多數的（70%）女性認為能代表自己的人物中在日常圖像中並未得到充分的展現，且絕大多數的女性都認為自己感受到媒體中不真實的美的標準的壓力。換句話說，性化造成的壓力並非空穴來風，而是真實存在的，而且受這種壓力的是多數女性，而非少數人。
研究已經找到性化與女性最常被診斷出的三種精神健康問題的關聯性：飲食失調、自卑、憂鬱症或憂鬱症狀。還認為女孩的性化對女孩發展健康的性自我形象的能力有負面影響。
媒體對女孩性化的後果是，年輕女孩正在「學習如何將自己視為性對象」，當女孩子無法滿足理想和主流文化的標準時，她們可能會心生焦慮。性化對於年輕孩童在性身份上的發展是有負面影響的，他們可能會尋求與性相關的媒介，並認為把自己變成性玩物是可以被允許的。

## 給孩童的產品
一些被視為促進兒童性化的商業產品引起了許多媒體注意：
- 美國品牌Bratz（英语：Bratz）販售給6歲女童的時尚娃娃，身穿性化的服裝，例如過膝網襪、羽毛蟒蛇圍巾（英语：Feather boa）和迷你裙。[3]
- 針對年輕女孩販售的高度性化與性感的萬聖節服飾，例如一套名為「性感消防員」的服裝，由連身緊身迷你裙和高跟靴組成。[32]
- 10、11歲左右的小女孩穿著丁字褲上學。[33]
- 銷售給幼兒或學齡前兒童的服裝（例如T恤）上面印有「So Many Boys So Little Time」（男孩多秀色 歲月不待人）字樣。[6]
- 對七歲女童販售的比基尼用填充胸墊[34]，另外也有些人愛好類似少女胸罩的款式，然而、也有證據表明隨著西方女孩青春期的平均年齡下降，她們會比以前的女孩更早使用少女胸罩。[35]

蘇格蘭政府的研究報告調查英國高街32家零售商後，發現許多較大的連鎖商家，包括特易購、Debenhams、JJ Sports和馬莎百貨等商家都沒有供應針對兒童的性化產品，報告指出了整體的盛行率，不過也承認這是立基於一個非常狹隘的研究簡報而產生的結論。

## 文化與傳媒
性化也是媒體研究和文化研究學者的爭論議題。在這個情境中、這個術語並非單純地用來表示一個社會問題，而是用來表示性別的型式在媒體與文化裡出現了更多、更廣泛的涵義，包括：
在各式媒體裡、對性的價值觀、習俗和身份的廣泛討論
；以及各種媒體裡出現許多與性相關的內容，例如色情文學、斜線小說、性行為或自慰指南書、多種色情子類別；新型式的性經驗，例如以即時通訊、虛擬實境的方式從事性行為；社會大眾對制定及應對色情相關法規的討論出現分歧；媒體對性醜聞的報導、爭議與恐慌。
在英文中，「Pornographication」這個詞彙被用來描述性產業的風格和內容已經進入主流的文化（例如電視、流行音樂、主流電影）並成為主流文化的一部分，或是指某些主流媒體的文本和文化引用性產業的風格、形式或審美觀的情形變得更為突出。Brian McNair將這種現象描述為「主流文化色情化」（pornographication of the mainstream），這種現象已經隨著色情文化和色情影片的領域擴展而逐漸發展，而色情或色情影片本身也得到了更多的受眾。根據Brian McNair所述，這兩項發展都可以在「脫衣舞」這項文化的轉變中體現，這種文化破壞了後現代西方文化中公共和私人話題之間的界線。這種文化趨勢普遍地在生活方式、現實、互動性、自我暗示和公共親密。
在所有年齡層中，和媒體接觸最多的年齡層是兒童和青少年，這是他們更容易接收到訊息、並受到該訊息影響的一段時間。孩童從媒體上接受性教育，他們暴露於性化的圖像與超量的訊息中，但卻不能、也沒有能力去處理它們，這將會影響他們的發展與行為。
年輕女孩在這個充斥性化媒體的環境中被塑造出的形象、讓大眾變得更容易接受將兒童視為「誘人與性感的」這使人們更難建立健康的性關係，並產生性別歧視的態度。性化還會助長性暴力與對兒童的性虐待。

## 批評
澳大利亞的作家Catharine Lumby 和 Kath Albury在2010年出版的作品中批評， 認為性化是「一場醞釀了近十年的論辯」，對性與媒體的關注早就不是新鮮事。而最近關於性化的文章多數是批評的，因為它採用「單方面、選擇性、過度簡化、歸納式的、否定態度」的引證方式。並且已經「在矚目與監管的言詞中達到飽和」。在這些著作與受到廣泛關注的報導中，批評者認為、這個詞通常被用做為「一個渴望兒童性交易的老頭同一個無緣無故引起一切的女孩眉來眼去」。他們認為，這些論述往往忽視了媒體、性別與身體上的女性主義成果，並提出非常保守的性觀念，例如只有一夫一妻制中的異性性行為才是正常的。他們認為，這些論點傾向於忽略對性別表現與規範的任何歷史性理解，亦經常忽略性與媒體、文化與技術之間的理論與實務關係。
對女性的性化已經成為一個社會問題，而這應該要被避免，因位它會影響女性如何看待和表達自我。Patrice Oppliger在書籍《Girls Gone Skank》（當平凡女孩變成俗艷賤貨）的書評裡提出社會塑造個人興趣的方式。 Amanda Mills談道：「因此、女孩被社會化，參與對自己的虐待，變成狂熱的消費者或改變自己的行為以反映性剝削的形象和商品。」 Audre Lorde 在自己的作品《色情的用途：以色情為力量》（Uses Of The Erotic: The Erotic As Power）中指出，對女性施加的抑制性色情女性導致她們感覺自己優於男人，「表面上，色情被積極地建立成男尊女卑的標記，但另一方面、女性也從中體會到苦處，並對此感到反感、蔑視並懷疑它的存在。

## 註腳
1. ↑  Hottentot是當時科伊科伊人的名稱，現在被認為帶貶意，Venus則是羅馬神話裡的美神維納斯。
2. ↑  斜線小說是一種愛好者進行的二次創作小說，著重於角色間的同性戀愛或同性性關係。

## 延伸閱讀

### 書籍
- Attwood, Feona. . London: I.B. Tauris. 2009. ISBN 1845118278.
- Buckingham, David; Bragg, Sara. . Houndmills England New York: Palgrave Macmillan. 2004. ISBN 9781403918222.
- Carey, Tanith. . London: Lion. 2011. ISBN 9780745955421. A guide for parents on girls' body image and other issues.
- Charles, Claire. . New York, New York: Routledge. 2014. ISBN 9781136195884.
- Durham, Meenakshi G. . Woodstock, NY: Overlook Press. 2008. ISBN 9781590200636. Looks at media messges and suggests that it promotes early maturation and sexualisation of pre-adolescent girls.
- Egan, R. Danielle. . Cambridge Malden, MA: Polity Press. 2013. ISBN 9780745650739.
- Egan, R. Danielle; Hawkes, Gail. . Houndmills, Basingstoke, Hampshire New York: Palgrave Macmillan. 2010. ISBN 9781403972576.
- Gil, Eliana; Johnson, Toni Cavanagh. . Rockville, Maryland: Launch Press. 1993. ISBN 9781877872075.
- Lamb, Sharon. . New York: W.W. Norton & Co. 2006. ISBN 9780393704792.
- Levy, Ariel. . New York: Free Press. 2006. ISBN 0743284283. A review of what Levy regards as a highly sexualized American culture in which women are objectified, objectify one another, and are encouraged to objectify themselves.
- Liebau, Carol P. . New York: Center Street. 2007. ISBN 9781599956831.  Looks at sex in contemporary culture and the impact it has on young girls.
- Lorde, Audre. . Tucson, Arizona: Kore Press. 2000 [1984]. ISBN 9781888553109.

Also available as: Lorde, Audre, , Kirk, Gwyn; Okazawa-Rey, Margo  (编), , New York, New York: McGraw-Hill: 168–172, 2010, ISBN 9780073512303.
- McNair, Brian. . London New York: Routledge. 2002. ISBN 9780415237345.
- Oppliger, Patrice. . Jefferson, NC: McFarland and Company Inc., Publishers. 2008. ISBN 9780786435227. Discusses issues women face in American society and how those issues reflect on young girls and teens.

See also: Mills, Amanda. . Feminist Review (Palgrave Macmillan). November 2011, 99 (1): e16–e17. doi:10.1057/fr.2011.45.
- Paasonen, Susanna; Nikunen, Kaarina; Saarenmaa, Laura. . Oxford New York: Berg. 2007. ISBN 9781845207045.
- Paul, Pamela. . New York: Times Books. 2005. ISBN 9780805081329. Pamela Paul discusses the impact of ready access to pornography on Americans.
- Sarracino, Carmine; Scott, Kevin M. . Boston, Mass: Beacon Press. 2008. ISBN 9780807061541. Argues that pornography has become a mainstream part of American culture.

### 期刊
- Aksglaede, Lise; Juul, Anders; Olsen, Lina W.; Sørensen, Thorkild I. A. Tena-Sempere, Manuel , 编. . PLoS ONE. 2009, 4 (12 e8450): 1–6. PMC 2793517 . PMID 20041184. doi:10.1371/journal.pone.0008450.
- Attenborough, Frederick T. . Discourse & Society (Sage). November 2011, 22 (6): 659–675. doi:10.1177/0957926511411693. Online.
- Attenborough, Frederick T. . Critical Discourse Studies (Taylor and Francis). 2013, 10 (2): 223–236. doi:10.1080/17405904.2012.736704. Online.
- Attenborough, Frederick T. . Journal of Gender Studies (Taylor and Francis). 2014, 23 (2): 137–154. doi:10.1080/09589236.2013.774269. Online.
- Attwood, Feona. . Sexualities. February 2006, 9 (1): 77–94. doi:10.1177/1363460706053336.
- Coy, Maddy; Garner, Maria. . Gender and Education, special issue: Making Sense of the Sexualisation Debates: Schools and Beyond (Taylor and Francis). May 2012, 24 (3): 285–301. doi:10.1080/09540253.2012.667793.
- Duits, Linda; van Zoonen, Liesbet. . European Journal of Women's Studies. 2006, 13 (2): 103–110. doi:10.1177/1350506806062750.
- Egan, R. Danielle; Hawkes, Gail. . Continuum: Journal of Media & Cultural Studies. 2009, 23 (3): 389–400. doi:10.1080/10304310902842975.
- Evans, Adrienne; Riley, Sarah; Shankar, Avi. . Feminism & Psychology. 2010, 20: 114–131. doi:10.1177/0959353509351854.
- Gill, Rosalind. . Feminist Media Studies. 2003, 3 (1): 100–106. doi:10.1080/1468077032000080158.
- Hawkes, Gail L.; Egan, R. Danielle. . Sexuality & Culture. 2008, 12 (4): 193–203. doi:10.1007/s12119-008-9038-6.
- Hawkes, Gail L.; Egan, R. Danielle. . Gender and Education, special issue: Making Sense of the Sexualisation Debates: Schools and Beyond (Taylor and Francis). May 2012, 24 (3): 269–284. doi:10.1080/09540253.2012.666232.
- Kehily, Mary Jane. . Gender and Education, special issue: Making Sense of the Sexualisation Debates: Schools and Beyond (Taylor and Francis). May 2012, 24 (3): 255–268. doi:10.1080/09540253.2012.670391.

### 研究報告
- Buckingham, D.; Bragg, S.; Russell, R.; Willett, R. . Report for the Scottish Parliament Equal Opportunities Committee. The Scottish Parliament (报告). 2009. （原始内容存档于2011-08-26）.
- Rush, Emma; La Nauze, Andrea. . Canberra: The Australian Institute. 2006. ISSN 1322-5421. OCLC 156752334. Pdf version.
- APA Task Force. . Washington, D.C.: American Psychological Association. 2010  [2017-01-31]. OCLC 123130352. （原始内容存档于2011-09-01）. Pdf.（页面存档备份，存于）
- Papadopoulos, L. . Great Britain: UK Home Office. 2010. ISBN 9781849871860.
- Bailey, Reg. . London: The Stationery Office. 2011. ISBN 9780101807821.

### 線上資源
- Various authors. . onscenity.org. Onscenity Research Network based at Sheffield Hallam University.   [2017-01-31]. （原始内容存档于2020-10-22）.
- Friedman, Jaclyn. . Womens eNews (Women's eNews, Inc.). 2011-10-29  [2015-12-07]. （原始内容存档于2016-01-06）.
- Lledin, Shantyana C. (guest contributor). . thefeministwire.com. The Feminist Wire. 2012-04-28  [2015-12-09]. （原始内容存档于2021-02-07）.